# Gabi Moya
Gabriel Moya Sanz (Alcalá de Henares, Madrid, España, 20 de marzo de 1966), conocido como Gabi Moya, es un exfutbolista español. Jugó de delantero en Primera División de España con el Atlético de Madrid, Real Valladolid, R. C. D. Mallorca, Sevilla F. C. y Valencia C. F.

## Trayectoria
- 1985-86 Real Sociedad Deportiva Alcalá
- 1986-91 Real Valladolid
- 1991-93 Atlético de Madrid
- 1993-96 Sevilla Fútbol Club
- 1996-97 Valencia Club de Fútbol
- 1997-98 Real Mallorca
- 1998-00 Sevilla Fútbol Club
- 2000-01 Real Sociedad Deportiva Alcalá
- 2015 Atlético Garena

## Palmarés
| Título              | Club               | País   | Año  |
| ------------------- | ------------------ | ------ | ---- |
| Copa del Rey        | Atlético de Madrid | España | 1992 |
| Supercopa de España | RCD Mallorca       | España | 1998 |

## Finalista
- Subcampeón de la Copa del rey con el Real Mallorca en el año 1998

## Internacionalidades
- 5 veces internacional con España.
- Debutó con la selección española en Santa Cruz de Tenerife el 13 de diciembre de 1989 contra Suiza.

## Comentarista
- Ha trabajado como comentarista en retransmisiones deportivas en Telemadrid.